# Virtual Soccer
Virtual Soccer, conocido en Japón como  J.League Super Soccer (Jリーグスーパーサッカー?), es un videojuego de fútbol para Super Famicom que fue desarrollado por Probe Entertainment y publicado por Hudson Soft en marzo de 1994 en Japón y Europa.